# Harley-Davidson: Race Around the World
Harley-Davidson: Race Around the World es un videojuego de carreras de motocicletas de 2001 desarrollado por Canopy Games, producido por Nitro Games y publicado por Infogrames para Microsoft Windows.

## Jugabilidad
Harley-Davidson: Race Around the World es juego de carreras de motocicletas en el que se compiten en diferentes lugares exóticos del mundo que incluyen Australia, Japón, Francia, Alemania, Inglaterra y Hawái.
Harley-Davidson: Race Around the World lleva a un recorrido conduciendo motocicletas con motociclistas de todo el mundo en una competencia internacional para determinar al mejor motociclista del mundo.